# Istorytsjny Moezej (metrostation)
Istorytsjny Moezej (Oekraïens: Історичний музей, ⓘ; Russisch: Исторический музей, Istoritsjeski Moezej) is een station van de metro van Charkov. Het station werd geopend op 10 augustus 1984 en is het zuidwestelijke eindpunt van de Saltivska-lijn. Het metrostation bevindt zich onder het Plosjtsja Konstytoetsieji (Grondwetplein) in het historische centrum van Charkov. Het station is genoemd naar het Geschiedkundig Museum, dat gevestigd is aan het bovenliggende plein. Station Istorytsjny Moezej vormt een overstapcomplex met het aangrenzende station Radjanska op de Cholodnohirsko-Zavodska-lijn.
Het station is diep gelegen en beschikt over een drievoudig gewelfde perronhal met witmarmeren zuilen. De wanden langs de sporen zijn bekleed met bruin marmer en versierd met bronzen reliëfs die heraldische thema's uitbeelden. Gangen naar station Radjanska komen uit in het midden en aan een van de uiteinden van het perron. Vier roltrappen leiden van het perron naar de stationshal, die verbonden is met een voetgangerstunnel onder de noordzijde van het Plosjtsja Konstytoetsieji.